# Diastylis manca
Diastylis manca är en kräftdjursart som först beskrevs av Sars, och fick sitt nu gällande namn av  1873. Diastylis manca ingår i släktet Diastylis och familjen Diastylidae. Inga underarter finns listade i Catalogue of Life.